# Spartacus (film, 1960)
A Spartacus egy 1960-ban bemutatott film, melyet Stanley Kubrick rendezett Howard Fast azonos című könyve alapján. A film Spartacus életét és a harmadik rabszolgalázadás történetét dolgozza fel. A címszerepet Kirk Douglas kapta, filmbéli ellenfele Laurence Olivier, aki a római hadvezért, Marcus Licinius Crassust alakítja. A további szereplők között olyan nevek találhatók, mint Peter Ustinov (aki Lentulus Batiatus (rabszolgakereskedő) alakításáért megnyerte a legjobb férfi mellékszereplő Oscar-díját), John Gavin (Julius Caesar), Jean Simmons (Varinia), Charles Laughton és Tony Curtis.

## Történet
|  | Alább a cselekmény részletei következnek! |

A film a Római Birodalom Líbia nevű provinciájában kezdődik, ahol rabszolgák dolgoznak egy kőfejtőben. Spartacus (Kirk Douglas) egy megtermett trák, aki egy öreg társa segítségére siet, aki a munka terhe alatt összerogy. Egy római katona arra utasítja hogy menjen vissza dolgozni, de válaszul Spartacus nekiugrik és bokán harapja, amivel az Achilles-ínját találja el. Az őr ennek következtében lebénul, Spartacust kikötözik és éhezés általi halálra ítélik. Lentulus Batiatue (Peter Ustinov), egy lanista (gladiátorkereskedő), aki néhány órával a történtek után érkezik meg hogy gladiátorokat toborozzon. Undorral megtekinti a rabokat és végül is Spartacus töretlen szelleme felkelti érdeklődését. Spartacust elviszi magával Capuába gladiátornak. A gladiátor kiképzés bemutatása után megjelenik Crassus (Laurence Olivier) és baráti társasága, akik halálig tartó gladiátorharcot akarnak látni. Spartacus a négy kiválasztott között van és vesztesként kerül ki a csatából, de ellenfele (Woody Strode) megtagadja megölését és inkább háromágú szigonyát a lelátó felé hajítja, majd Crassus-t támadja meg, aki hátbaszúrja egy késsel. A következő jelenetben Crassus megveszi a szépséges rabszolganőt, Variniát (Jean Simmons) akit Batiatus Spartacus-nak szán. Spartacus és Varinia szerelmesek lesznek egymásba, majd egy sikeres felkelést indítanak el. A gladiátorok átveszik Capua és a környező területek irányítását. A helyi rabszolgák a felkelők köré csoportosulnak.

## Szereplők
| Szereplő               | Színész           | Magyar hang       | Magyar hang       |
| Szereplő               | Színész           | 1989              | 2004              |
| ---------------------- | ----------------- | ----------------- | ----------------- |
| Spartacus              | Kirk Douglas      | Dörner György     | Haás Vander Péter |
| Crassus                | Laurence Olivier  | Fülöp Zsigmond    | Kulka János       |
| Varinia                | Jean Simmons      | Radó Denise       | Györgyi Anna      |
| Gracchus               | Charles Laughton  | Csákányi László   | Makay Sándor      |
| Batiatus               | Peter Ustinov     | Láng József       | Csuja Imre        |
| Julius Caesar          | John Gavin        | Kautzky Armand    | Miller Zoltán     |
| Helena Glabrus         | Nina Foch         | ?                 | Andresz Kati      |
| Crixus                 | John Ireland      | Dózsa László      | Németh Gábor      |
| Tigranes Levantus      | Herbert Lom       | Perlaki István    | Jakab Csaba       |
| Marcus Publius Glabrus | John Dall         | Csikos Gábor      | Balázsi Gyula     |
| Marcellus              | Charles McGraw    | Gruber Hugó       | Kárpáti Tibor     |
| Claudia Marius         | Joanna Barnes     | Für Anikó         | Kiss Virág        |
| Dávid                  | Harold Stone      | ?                 | Csuha Lajos       |
| Draba                  | Woody Strode      | Kisfalussy Bálint | Sótonyi Gábor     |
| Ramon                  | Peter Brocco      | Pusztai Péter     | ?                 |
| Gannicus               | Paul Lambert      | ?                 | ?                 |
| Őrségparancsnok        | Robert J. Wilke   | Orosz István      | Beratin Gábor     |
| Dionysius              | Nick Dennis       | Uri István        | Botár Endre       |
| Caius                  | John Hoyt         | Vass Gábor        | ?                 |
| Laelius                | Frederick Worlock | Kenderesi Tibor   | Versényi László   |
| Antoninus              | Tony Curtis       | Lux Ádám          | Háda János        |
| Fimbria                | Paul E. Burns     | Komlós András     | ?                 |
| Koldusasszony          | Hallene Hill      | Kassai Ilona      | ?                 |
| Symmachus              | Dayton Lummis     | ?                 | Gruber Hugó       |
| Narrátor (hangja)      | Vic Perrin        | Kovács István     | ?                 |

## Díjak
Oscar-díj (1961)
- - díj: legjobb férfi mellékszereplő (Peter Ustinov)
  - díj: legjobb látványterv (Alexander Golitzen, Eric Orbom, Russell A. Gausman, Julia Heron)
  - díj: legjobb operatőr (Russell Metty)
  - díj: legjobb jelmeztervezés (Valles, Bill Thomas)
  - jelölés: legjobb vágás (Robert Lawrence)
  - jelölés: legjobb filmzene (Alex North)
- Golden Globe-díj (1961)
  - díj: Legjobb drámai film
  - jelölés: legjobb rendező (Stanley Kubrick)
  - jelölés: Legjobb férfi főszereplő (Laurence Olivier)
  - jelölés: Legjobb filmzene (Alex North)
  - jelölés: Legjobb férfi mellékszereplő (Peter Ustinov)
  - jelölés: Legjobb férfi mellékszereplő (Woody Strode)

## Érdekességek
- Amikor Spartacus és Marcellus a gladiátorok étkezőjében összeverekszik, a küzdelem során Charles McGraw törést szenvedett, mert állkapcsa egy fémüsthöz csapódott (ez egyértelműen látható a filmben is).[1]